# Antireflectiecoating

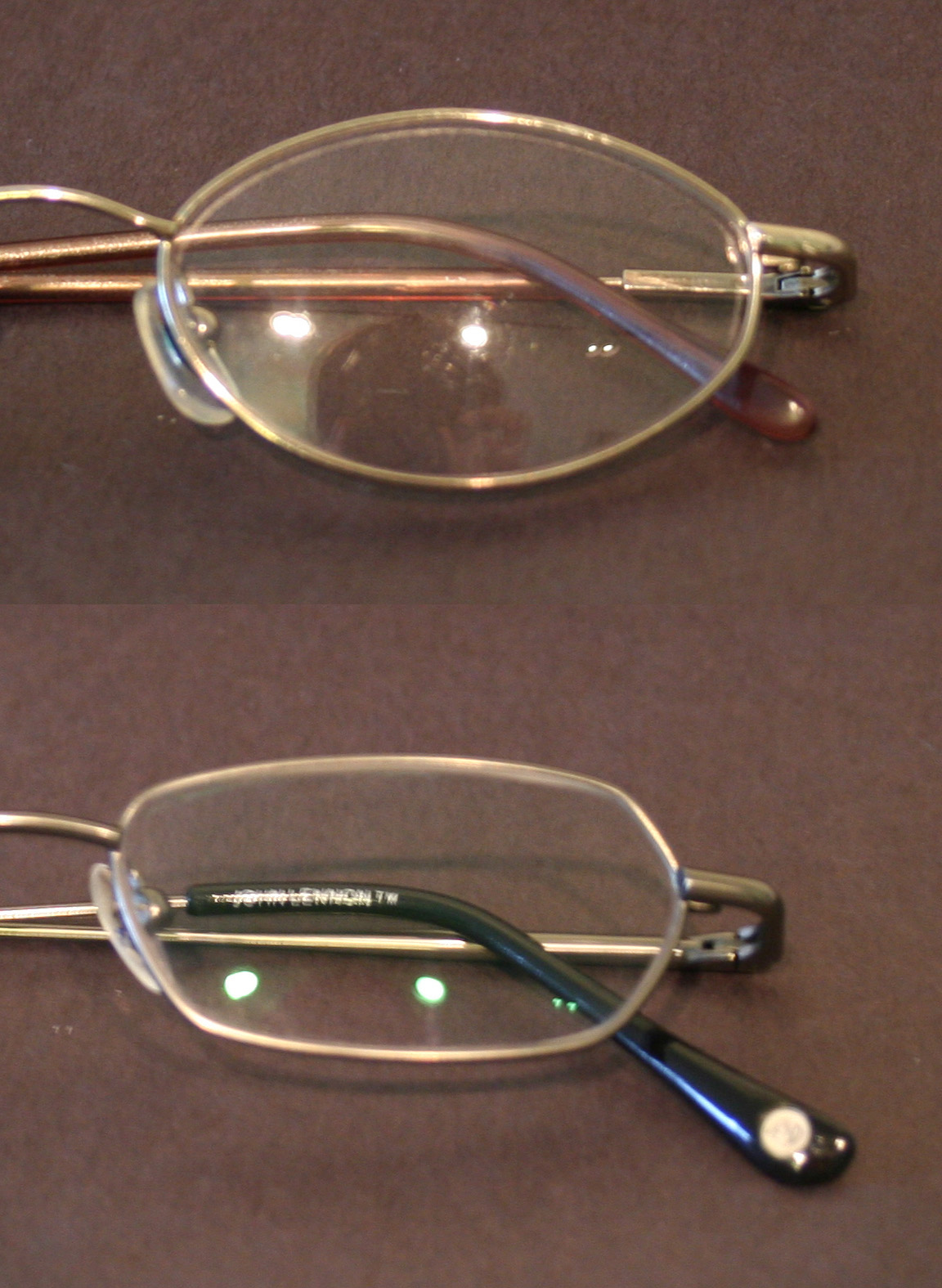
Niet-ontspiegeld glas (boven), en een glas met antireflectiecoating. Let op de getinte reflectie van het gecoate glas.

Antireflectiecoating of AR-coating is een standaardtype optisch filter in de vorm van een coating die wordt aangebracht op optische componenten, (zoals lenzen, brillenglazen, objectieven, etc.) om reflectie tegen te gaan. Deze coating verbetert het rendement van de componenten, doordat hinderlijke reflecties worden verminderd. In complexe systemen, zoals telescopen, verbetert de reflectievermindering ook het contrast van het beeld door strooilicht tegen te gaan. Dat is vooral van belang voor het waarnemen van lichtzwakke objecten, zoals planeten. Op andere terreinen ligt het voordeel in het tegengaan van de reflectie zelf, zoals bij de coating van brillenglazen, waardoor de ogen van de drager beter zichtbaar zijn voor anderen, of om de schittering van de verrekijker van een heimelijke observator tegen te gaan.
Veel coatings bestaan uit transparante thin films met afwisselend een laagje met een verschillende brekingsindex. De laagdiktes worden zodanig gekozen dat de teruggekaatste bundels destructieve interferentie en de overeenkomstige doorgaande bundels constructieve interferentie ondergaan. Het gedrag van de resulterende coating hangt daarmee af van de golflengte en de invalshoek van het licht, zodat er kleuren verschijnen bij scheve inval. Bij het bestellen of ontwerpen van dergelijke coatings moet dan ook een golflengtebereik worden opgegeven. Maar niettemin kan vaak een goede kwaliteit worden geboden voor een relatief groot bereik aan golflengtes; gewoonlijk wordt een keus geboden uit infrarood, zichtbaar en ultraviolet.
Op interferentie gebaseerde coatings zijn in 1935 uitgevonden door Alexander Smakula bij Carl Zeiss. Antireflectiecoatings waren een Duits militair geheim tot de beginjaren van de Tweede Wereldoorlog.

## Gebruik op brillen
Opticiens verkopen antireflectieglazen o.a. omdat deze minder spiegelingen veroorzaken, wat vooral merkbaar is tijdens nachtelijk autorijden of tijdens werk voor computerbeeldschermen. De verminderde spiegeling maakt dat de dragers aan het eind van de dag minder last hebben van vermoeide ogen. Doordat er meer licht door de lens gaat, wordt ook het contrast beter, waardoor de gezichtsscherpte verbetert.
Antireflectiebrillen moeten niet worden verward met polariserende brillen. Polariserende brillen houden een deel van de reflecties tegen van zonlicht op andere oppervlakken, zoals zand, water, het wegdek etc. Bij antireflectiecoatings gaat het daarentegen om de reflectie door het brillenglas zelf, dus niet over licht dat elders is gereflecteerd.
Veel antireflectieglazen bevatten een extra laag die water en vet afstoot, waardoor ze gemakkelijker schoon te houden zijn. Antireflectiecoatings zijn vooral geschikt voor lenzen met een hoge brekingsindex, daar deze meer licht reflecteren dan lenzen met een lage brekingsindex (dat is een gevolg van de fresnelvergelijkingen). Ook is het gewoonlijk gemakkelijker en goedkoper om glazen met hoge brekingsindex te coaten.

## Types
De eenvoudigste vorm van antireflectiecoating werd in 1886 ontdekt door Lord Rayleigh. De in die tijd beschikbare optische glassoorten hadden de neiging om door chemische reacties met stoffen uit de omgeving een dof laagje op hun oppervlak te ontwikkelen. Rayleigh onderzocht enkele oude, aangeslagen glazen en ontdekte tot zijn verbazing dat deze meer licht doorlieten dan nieuwe, schone glazen. De aanslag verving de lucht-glasovergang door twee overgangen: lucht-aanslag en aanslag-glas. Daar de aanslag een brekingsindex tussen die van lucht en die van glas had, vertoonden deze overgangen minder reflectie dan de directe overgang lucht-glas.

### Eénlaags-interferentiecoating
De eenvoudigste AR-coating bestaat uit een laagje van ¼ golflengte dikte van transparant materiaal met een brekingsindex die gelijk is aan de vierkantswortel uit de brekingsindex van het lensglas. Theorerisch onderdrukt dit de reflectie volledig voor de middelste golflengte en vermindert het de reflectie in een breed gebied daar omheen.
Het meestgebruikte optische glas is kroonglas, dat een brekingsindex heeft van ongeveer 1,52. Een optimale eenlaagscoating zou dus van een materiaal gemaakt moeten worden dat een brekingsindex heeft van ca. 1,23. Helaas is er geen materiaal met deze brekingsindex beschikbaar dat ook aan de verder aan een coating te stellen fysische eisen voldoet. De het dichtstbij komende ‘geschikte’ materialen zijn magnesiumfluoride (MgF2, brekingsindex 1,38) en fluorpolymeren (met brekingsindices tot 1,30, maar veel moeilijker op te brengen). Op een oppervlak van kroonglas geeft MgF2 een reflectiecoëfficiënt van ca 1%, d.i. viermaal minder dan de 4% van blank glas. MgF2-coatings zijn vooral geschikt voor glassoorten met een hoge brekingsindex, met name in de buurt van 1,9. MgF2-coatings worden veel gebruikt, omdat zij goedkoop zijn, en omdat ze, wanneer zij ontworpen zijn voor een golflengte in het midden van het zichtbare gebied, een redelijke antireflectie over het hele zichtbare gebied geven.

### Meerlaagscoating (multicoating)
Door afwisselend een laagje met een lage brekingsindex (zoals kwarts) en een laagje met een hoge brekingsindex aan te brengen, is het mogelijk reflectiecoëfficiënten te bereiken van minder dan 0,1% bij één golflengte. Ook kunnen er coatings worden gemaakt met een lage reflectiecoëfficiënt over een breed bereik, maar deze zijn complex en relatief duur. Optische coatings kunnen ook met speciale karakteristieken worden gemaakt, zoals bijna reflectieloos bij verschillende golflengtes en invalshoeken groter dan 0°.

### Absorberende AR-coatings
Een verdere categorie van antireflectiecoatings wordt gevormd door de zgn. absorberende antireflectiecoatings. Deze worden gebruikt in situaties waar hoge transmissie niet belangrijk of ongewenst is, maar lage reflectie vereist is. Zeer lage reflectie is hierbij mogelijk met een klein aantal lagen. Bovendien zijn deze veelal goedkoper of op grotere schaal te produceren dan standaard niet-absorberende coatings. Absorberende AR-coatings maken vaak gebruik van ongebruikelijke optische eigenschappen in samengestelde thin films die door sputtertechnieken worden opgebracht. Materialen als titaniumnitride en niobiumnitride worden hiervoor gebruikt. Dit vindt toepassing voor contrastverbetering en als vervanging voor getint glas (bijvoorbeeld in kathodestraal-beeldbuizen).

### Mottenoog
Mottenogen hebben een bijzondere eigenschap: hun oppervlak is bedekt met een nanolaagje dat reflecties tegengaat. Daarmee kan de mot in het donker goed zien, zonder dat reflecties zijn positie verraden aan predatoren.. De structuur bestaat uit een hexagonaal patroon van hobbels, elk ongeveer 200 nm hoog en ca. 300 nm uiteen. Dit soort antireflectiecoating is gebaseerd op het feit dat de hobbels kleiner zijn dan de golflengte van zichtbaar licht, zodat het licht het oppervlak „ziet” alsof het een continu verlopende brekingsindex tussen de lucht en het medium heeft, waardoor de reflectie wordt verminderd doordat in feite de lucht-lensovergang wordt verwijderd. Technici zijn erin geslaagd antireflectiefilms te maken die van dit effect gebruikmaken. Dit is een vorm van biomimetica.

## Theorie
Er zijn twee verschillende oorzaken van optische effecten ten gevolge van film coatings, gewoonlijk thin film-effecten en dikkefilmeffecten genaamd. Dikkefilmeffecten ontstaan door het verschil in brekingsindex tussen de lagen boven en onder de coating of film. In het eenvoudigste geval zij deze drie lagen resp. lucht, de coating en het glas. De werking van dikkefilmcoatings hangt niet af van de dikte van de coating, zolang deze dikte maar veel dikker is dan de golflengte van het licht. Thin film-effecten treden op wanneer de laagdikte in de buurt komt van een kwart van de golflengte van het licht. In dit geval kunnen reflecties van een constante lichtbron destructief interfereren, waardoor de reflecties t.g.v. een ander mechanisme minder worden. Behalve dat thin film-effecten sterk afhangen van de golflengte en de laagdikte, hangen zij ook af van de hoek waaronder het licht op het gecoate substraatoppervlak valt.

### Reflectie
Wanneer een lichtstraal van het een medium overgaat naar een ander (zoals van lucht naar glas), wordt een deel van het licht door het oppervlak gereflecteerd. Dit is te zien wanneer men bijvoorbeeld door een venster kijkt waarbij een (zwakke) reflectie aan het voor- en het achteroppervlak is te zien. De sterkte van de reflectie hangt af van de brekingsindices van de twee media en van de hoek tussen het licht en het oppervlak. Dit kan exact worden berekend met de fresnelvergelijkingen.
|  |  | Reflectie op ongecoat glas I = intensiteit invallende bundel, R = reflectiecoëfficiënt, T = transmissiecoëfficiënt, n = brekingsindex; subscripten: 0 = lucht, S = substraat |  |  |  |  | Reflectie op gecoat glas I = intensiteit invallende bundel, R = reflectiecoëfficiënt, T = transmissiecoëfficiënt, n = brekingsindex; subscripten: 0 = lucht, 1 = coating, S = substraat |

Wanneer licht loodrecht op het substraatoppervlak valt, wordt de intensiteit van het gereflecteerde licht gegeven door de reflectiecoëfficiënt of reflectantie R:
{\displaystyle R=\left({\frac {n_{0}-n_{S}}{n_{0}+n_{S}}}\right)^{2}},
waarin n0  en nS  de brekingsindices van resp. het eerste en het tweede medium zijn. De waarde van R varieert van 0 (geen reflectie) tot 1 (volledige reflectie) en wordt meestal als een percentage opgegeven. Complementair aan R is de transmissiecoëfficiënt of transmittantie T. Als absorptie en verstrooiing verwaarloosbaar zijn, geldt altijd T = 1 – R. (Dit is in feite de wet van behoud van energie.) Dus wanneer een bundel met intensiteit I op een oppervlak valt, wordt er een bundel met intensiteit R · I gereflecteerd en een bundel met intensiteit T · I doorgelaten.
Voor het vereenvoudigde geval van zichtbaar licht dat zich voortplant van lucht (n0  ≈ 1,0) naar gewoon glas (nS  ≈ 1,5), bedraagt R = 0,04, ofwel 4%, bij een enkelvoudige reflectie. Dus treedt hooguit 96% van het licht (T = 1 – R = 0,96) werkelijk het glas binnen en wordt de rest door het oppervlak gereflecteerd. Het gereflecteerde gedeelte wordt reflectieverlies genoemd.
In het gecompliceerdere geval van meervoudige reflectie, zoals bij licht dat door een venster valt, wordt het licht voor een deel gereflecteerd zowel bij de overgang van lucht naar glas als aan de andere kant van de ruit bij de overgang van glas naar lucht. De grootte van het verlies is in beide gevallen dezelfde. Ook kan licht verschillende malen van het ene naar het andere oppervlak heen- en weerkaatsen, waarbij het telkens gedeeltelijk wordt gereflecteerd en gedeeltelijk doorgelaten. De resulterende reflectiecoëfficiënt is dan:
{\displaystyle {\frac {2R}{1+R}}}
Voor glas in lucht is dit ongeveer 7,7%.

### Het laagje van Rayleigh
Zoals Rayleigh had ontdekt, kan een dun laagje (zoals aanslag) op het glasoppervlak de reflectie verminderen. Dit kan worden verklaard door uit te gaan van een dunne laag materiaal met een brekingsindex n1  tussen die van lucht (brekingsindex n0 ) en van het glas (brekingsindex nS ). De lichtstraal reflecteert nu tweemaal: eenmaal aan het oppervlak tussen de lucht en het dunne laagje, en eenmaal aan het oppervlak tussen het dunne laagje en het glas.
Als de brekingsindices bekend zijn, kunnen uit bovenstaande vergelijking de reflectiecoëfficiënten van beide oppervlakken worden berekend. Deze noemen we respectievelijk R01  en R1S . De tranmissiecoëfficiënten zijn dan T01  = 1 – R01  resp. T1S  = 1 – R1S . De totale tranmissiecoëfficiënt naar het glas is dan T1S · T01 . Berekent men deze waarde voor verschillende waarden van n1 , dan blijkt dat voor één bepaalde waarde van de brekingsindex van het laagje de transmittantie van beide oppervlakken gelijk is. Dit komt overeen met de maximale transmittantie naar het glas, en dus minimale reflectantie. Deze optimale waarde wordt bereikt bij de middelevenredige van de beide brekingsindices:
{\displaystyle n_{1}={\sqrt {n_{0}\cdot n_{S}}}}
In het voorbeeld van glas (nS  ≈ 1,5 in lucht (n0  ≈ 1,0) is de optimale brekingsindex n1  ≈ 1,225.
Het reflectieverlies aan elk van de oppervlakken is ongeveer 1,0% (dus aan beide vlakken gezamenlijk ongeveer 2,0%), en een totale transmissie T1S · T01  van ongeveer 98%.

### Interferentiecoatings
Het gebruik van een tussenlaagje als antireflectiecoating kan worden vergeleken met de techniek van de impedantieaanpassing van elektrische signalen. Een soortgelijke methode wordt gebruikt in glasvezeloptisch onderzoek, waar soms een aanpassingsolie wordt gebruikt om tijdelijk de totale interne reflectie tegen te gaan zodat licht in of uit de vezel kan worden gekoppeld.) In theorie zou een verdere reflectievermindering kunnen worden bereikt door meerdere laagjes aan te brengen, waarbij de brekingsindices geleidelijk verlopen van die van de lucht naar die van het substraat.
Praktische antireflectiecoatings berusten echter op niet alleen op een rechtstreekse verlaging van de reflectiecoëfficiënt, maar maken ook gebruik van interferentie-effecten in het dunne laagje. Laten we aannemen dat de dikte van de thin film zodanig nauwkeurig kan worden beheerst dat hij exact overeenkomt met ¼ van de golflengte (λ/4). Het laagje wordt dan een kwartlambdalaagje genoemd. Als bij dit soort laagjes een intredende bundel I aan het tweede grensvlak wordt gereflecteerd, heeft de gereflecteerde bundel binnen het laagje een halve golflengte meer afgelegd dan de bundel die aan het eerste oppervlak is reflecteerd. Als de intensiteiten R1  en R2  van beide gereflecteerde bundels exact gelijk zijn, zullen zij destructief interfereren en elkaar opheffen, doordat ze precies in tegenfase zijn. Daardoor is er geen reflectie meer van het oppervlak en moet alle energie uit de bundel in de getransmitteerd bundel T zitten. Voor het doorrekenen van de reflectie van meerdere lagen op elkaar kan de transfermatrixmethode worden gebruikt.
In werkelijkheid bereiken deze coatings geen perfectie, hoewel zij in staat zijn de reflectiecoëfficiënt tot minder dan 0,1% te reduceren. Een praktisch punt is het berekenen van de juiste laagdikte. Daar de golflengte in een medium kleiner is dan in lucht, moet de dikte λ0 /4n1  zijn, waarbij λ0  de golflengte in vacuüm is. Ook zal de laagdikte slechts voor één golflengte optimaal zijn. Andere problemen zijn het vinden van de juiste materialen voor gebruik op glas, omdat maar weinig bruikbare materialen de juiste brekingsindex n ≈ 1,23 hebben, waarmee beide gereflecteerde bundels dezelfde intensiteit hebben. Magnesiumfluoride (MgF2) wordt, hoewel zijn brekingsindex n ≈ 1,38 is, veel gebruikt, omdat het slijtvast is en eenvoudig is op te dampen.
Verdere reductie is mogelijk met meerdere coatinglagen, zodanig dat de reflecties van de oppervlakken maximaal destructief interferen. Een manier om dit te bereiken is het toevoegen van een tweede (λ/4)-laag, met een brekingsindex tussen die van de eerste laag en die van het substraat. De reflectie van alle drie de lagen veroorzaakt destructieve interferentie en antireflectie. Andere technieken gebruiken verschillende coatingdiktes. Door twee of meer lagen te gebruiken, elk van een materiaal met een optimaal gekozen brekingsindex en dispersie, zijn breedbandige antireflectiecoatings voor het zichtbare gebied (400...700 nm) met een maximale reflectiecoëfficiënt van minder dan 0,5% haalbaar.
De exacte aard van de coating bepaalt het uiterlijk van de gecoate optiek. Gebruikelijke antireflectiecoatings op brillenglazen en fotografische objectieven zien er vaak wat blauwachtig uit (doordat ze in feite meer blauw licht weerkaatsen dan andere kleuren), hoewel coatings met een groene of roze zweem ook voorkomen.
Als gecoate optiek wordt gebruikt met licht dat niet loodrecht op het oppervlak invalt, vermindert de antreflectiewerking enigszins. Dat komt doordat het in de laag ontstane faseverschil met de direct gereflecteerde bundel kleiner wordt als de invalshoek groter wordt. Dit is contra-intuïtief, daar de bundel in de laag een grotere faseverschuiving ondervindt dan bij loodrechte inval. Deze paradox wordt opgelost door op te merken dat deze bundel de laag op grotere afstand zal verlaten dan waar hij binnentrad, en zal interfereren met reflecties van invallende stralen die een langere afstand hebben doorlopen (en dus zelf een groter faseverschil hebben opgebouwd voordat zij het oppervlak bereikten. Het netto-effect is dat het faseverschil inderdaad verkleind is, zodat het antireflectiebereik van de coating naar iets kortere golflengten verschuift wanneer de optiek wordt gekanteld. Niet-loodrechte inval veroorzaakt gewoonlijk ook polarisatie-afhankelijke reflectie.

### Boeken
- E. Hecht: Optics; Roberto Habets (2e ed., 1987), ISBN 0-201-11609-X
- Van Heel, A.C.S.: Inleiding in de optica, Den Haag, 1964 (een klassiek studieboek van de TU Delft)
- Longhurst, R.S.: Geometrical and Physical Optics, 2e ed., London, 1967 (begin jaren ’70 in gebruik aan o.a. de Universiteit Twente)